# 埃斯庫克

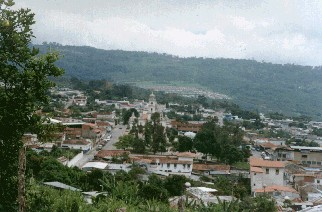

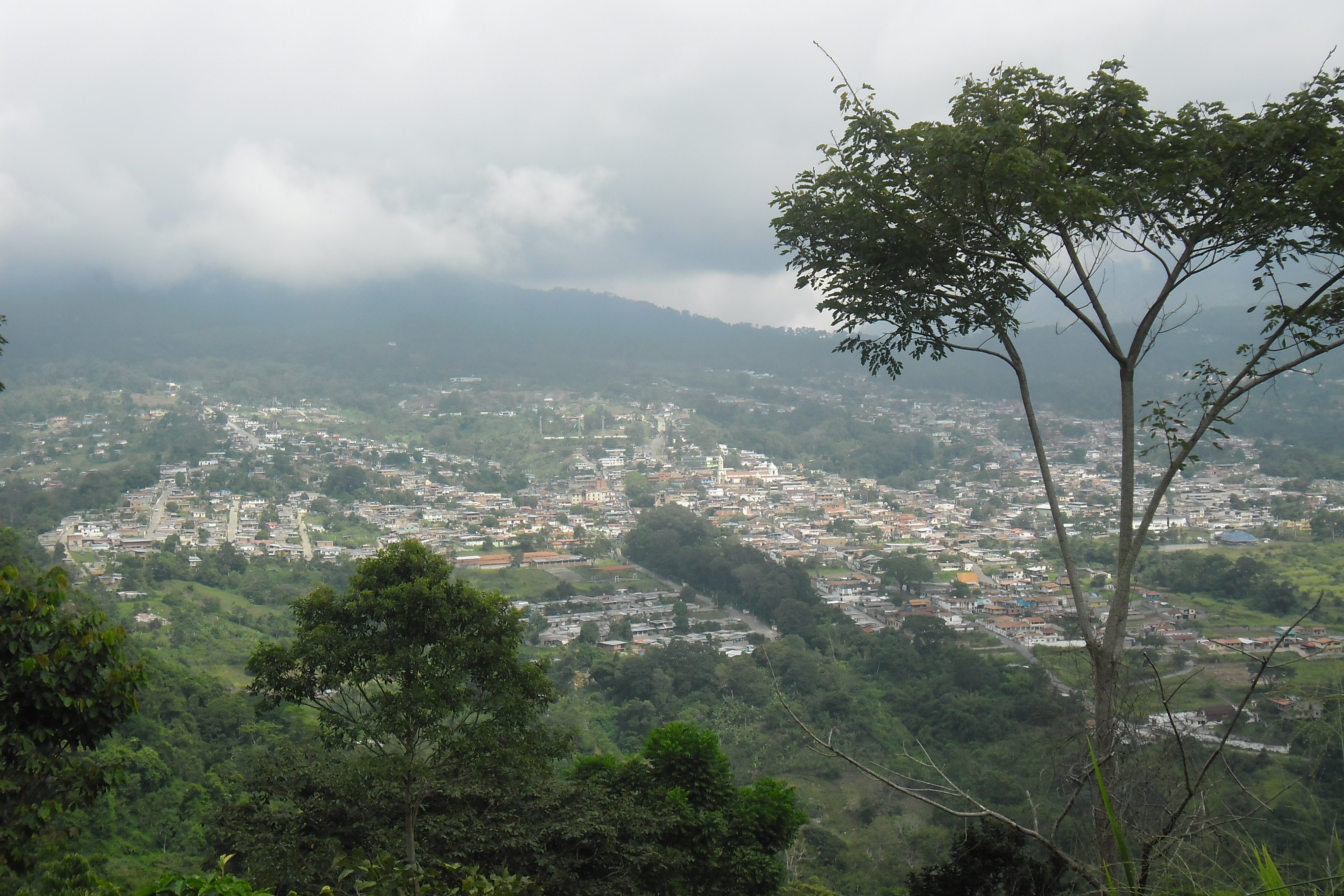

埃斯庫克（西班牙語：Escuque），是委內瑞拉的城鎮，位於該國西部特魯希略州，是埃斯庫克市的首府，始建於1559年，海拔高度1,100米，主要經濟活動是農業，2001年人口11,922。